# Huzama Habayeb
Huzama Habayeb (en idioma árabe: ْحُزَامَة حَبَايِب, Kuwait, 4 de junio de 1965) es una escritora novelista, columnista, traductora y poeta palestina que ha ganado múltiples premios, tales como Premio de Mahmoud Seif Eddin Al-Erani para historias cortas y en el Festival de la Juventud de Jerusalén Innovación en historias cortas. Al graduarse de la Universidad de Kuwait en 1987 en Lengua inglesa y literatura, siguió las carreras en periodismo, enseñanza y traducción antes de que finaalmente comenzara a escribir profesionalmente como autora publicada. Es miembro de la Asociación de Escritores Jordanos y de la Federación de Escritores Árabes.

## Empleo
Antes que escribir se convirtiera en una profesión real, Habayeb había trabajado en diferentes campos. Primero trabajó en periodismo en Kuwait y trabajó como maestra y traductora hasta trasladarse a Jordania. Pero incluso después de lograr el reconocimiento como una escritora eminente, optó por permanecer en los dominios del periodismo y la traducción. Ella ha traducido varios libros del inglés al árabe.

## Carrera de literaria

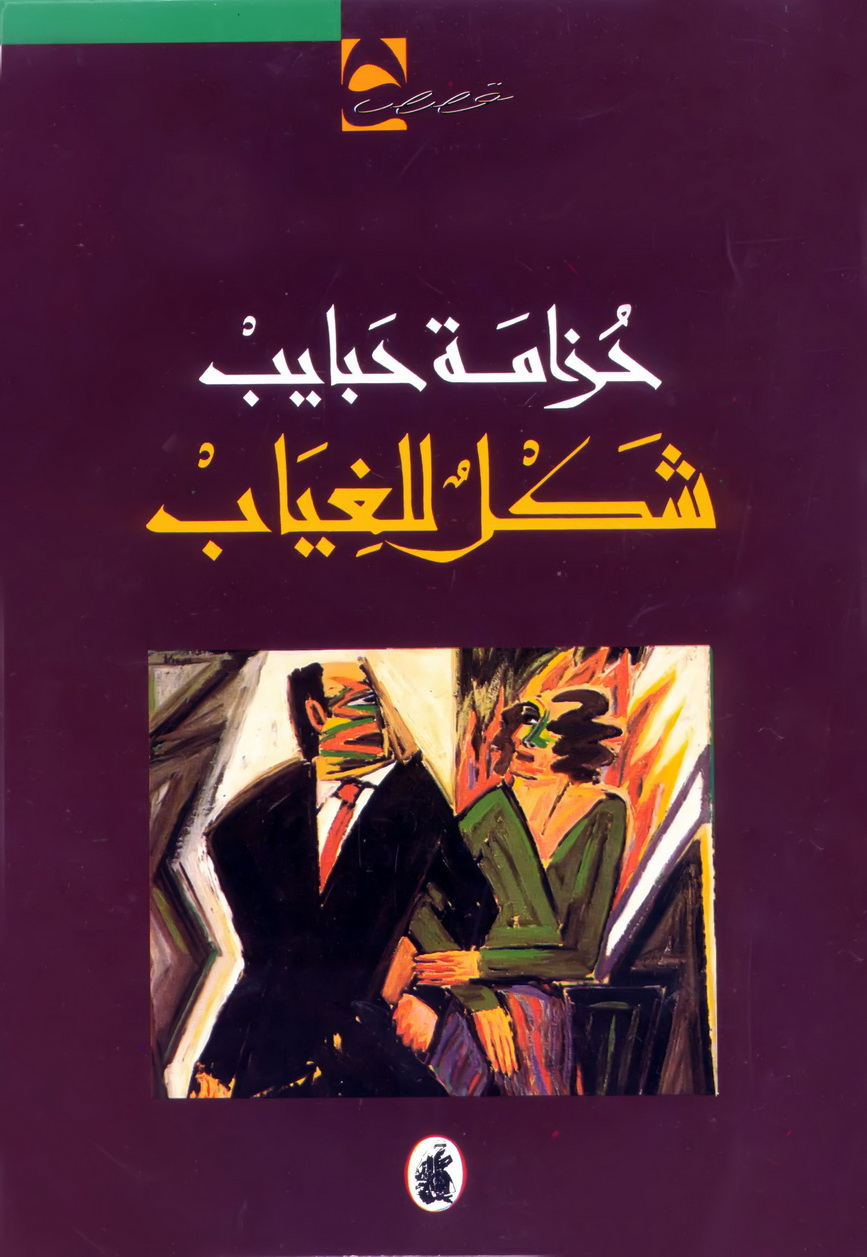
Portada de la colección de cuentos de Habayeb "Una forma de ausencia".

Los escritos de Habayeb son principalmente de ficción, aunque también escribe no ficción. Los tres géneros literarios principales que incluye su bibliografía son poesía, cuentos y novelas.

### Poesía
Aunque se sabe que Habayeb es una escritora en prosa, sus comienzos iniciales fueron con la poesía, particularmente, el verso libre. En mayo de 1990, una colección de catorce poemas de versos libres bajo el título " Imágenes ", se publicó en el número 23 de la revista An-Naqid, una revista con sede en Londres que se cerró.
El trabajo de poesía más notable de Habayeb es una colección de poesía llamada "Mendicidad", publicada en 2009 por el Instituto Árabe de Investigación y Publicación [AIRP], que es la editorial que ha publicado la mayoría de sus obras.
La forma más literaria que ha contribuido enormemente a la fama regional de Habayeb es la historia corta, que culminó en 1992 cuando recibió su primer premio de escritura: Festival de Innovación Juvenil en Historias Cortas de Jerusalén por su primera colección de cuentos cortos, The Man Who Recurs(الرجل الذي يتكرر) publicado por AIRP. Dos años después, después de la publicación de su segunda colección de cuentos, The Faraway Apples (التفاحات البعيدة ) en 1994 por Al-Karmel Publishing House , la Asociación de Escritores Jordanos le otorgó a Habayeb el segundo premio de cuento corto, Premio Mahmoud Seif Eddin Al-Erani.

### Novelas
Después de cuatro exitosas colecciones de cuentos cortos, Habayeb escribió su primera novela, The Origin of Love (أصل الهوى, ) que publicada por la misma editorial que sus poesías, en 2007. La novela provocó una tormenta de controversia debido a la abundancia y descarado contenido sexual en ella; que se presenta a través de la intimidación y la explicitud. Ese contenido provocó la prohibición de la novela en Jordania, donde fue impresa, según una directiva del Departamento de Prensa y Publicaciones. En un programa transmitido por el canal de televisión noruego NRK2 , Habayeb abordó el lenguaje explícitamente sexual y erótico al que recurre ocasionalmente en sus escritos enfatizando que «tenemos que ponerlo como es».
Cuando se le preguntó en una entrevista con el periódico Al Ghad el 28 de noviembre de 2008, sobre su opinión sobre la decisión de la prohibición, Habayeb dijo que: 

la retórica de los medios hace alarde del apoyo de las libertades públicas -y encima de ellas la libertad de expresión y escritura- pero la realidad dice que hay una total falta de tolerancia intelectual y determinación para imponer un asedio al intelecto, limitar las libertades, confiscar corrales y fabricar tabúes con pretextos cojos, derivado de un hecho que implica imponer una cultura de miedo y sujeción al sistema y al oficial institución cultural. [...] la razón de pornografía» no es la verdadera razón detrás de la decisión de prohibición, y el Departamento de Prensa y Publicaciones no me ha proporcionado todavía una razón directa y sincera.

Cuatro años después de su novela debut, se publicó la segunda novela de Habayeb, Before the Queen Falls Asleep(قبل أن تنام الملكة ). La novela, junto con la aclamación de la crítica fue considerada «un salto cuántico» en su escritura, ha logrado el éxito popular del canal de televisión Sharjah el 5 de octubre de 2013, Huzama Habayeb afirmó que «esta novela, dentro del marco narrativo, y sin ninguna clasificación o cualquier consideración a la lectura interpretativa o crítica: es la historia de una mujer que cuenta su historia a su hija que está a punto de estudiar en el extranjero».